# Souhvězdí Lva
Lev je zvířetníkové souhvězdí na severní obloze, které leží západně od souhvězdí Panny, jižně od souhvězdí Velké medvědice a východně od souhvězdí Raka. Podle řecké mytologie souhvězdí představuje Nemejského lva, kterého zabil řecký hrdina Héraklés (nazývaný starými Římany Herkules). Souhvězdí se označuje symbolem  (ve znakové sadě Unicode ♌). Je jedním ze 48 souhvězdí uvedených v díle řeckého astronoma Ptolemaia ze 2. století našeho letopočtu a současně jedním z 88 moderních souhvězdí. Díky mnoha jasným hvězdám a výraznému tvaru, který připomíná přikrčeného lva, patří mezi nejsnáze rozeznatelná souhvězdí. Hříva a ramena Lva také tvoří asterismus, který vypadá jako srp nebo obrácený otazník. Nejjasnější hvězdou souhvězdí je Regulus, která představuje srdce Lva.

## Významné objekty

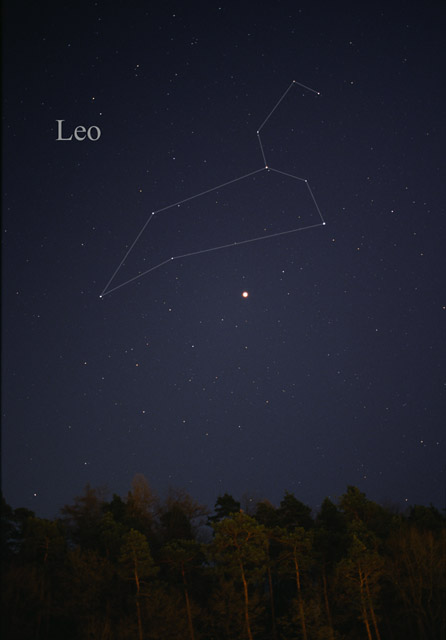
Barevná fotografie souhvězdí Lva, jak může být vidět pouhým okem. Jasný objekt uprostřed snímku je planeta Jupiter.

### Hvězdy
| Hvězda | Jméno    | Hvězdná velikost |
| ------ | -------- | ---------------- |
| α Leo  | Regulus  | 1,4m             |
| β Leo  | Denebola | 2,14m            |
| γ Leo  | Algieba  | 2,01m            |
| δ Leo  | Zosma    | 2,56m            |
| ε Leo  | Algenubi | 2,97m            |

Souhvězdí Lva obsahuje mnoho jasných hvězd a mnoho jich bylo pojmenováno starými národy. Obsahuje čtyři hvězdy 1. a 2. magnitudy, jasnějších 3. magnitudy je jich celkem pět a díky tomu je Lev nejvýraznějším souhvězdím jarní oblohy.
α Leonis (Regulus, latinsky „malý král“) je modrobílá hvězda hlavní posloupnosti s magnitudou 1,34 vzdálená od Země 77,5 světelných let. V triedru se ukáže jako dvojhvězda, jejíž slabší složka má magnitudu 7,7. Podrobnějším průzkumem ovšem bylo zjištěno, že celkově je Regulus čtyřhvězdou.
β Leonis (Denebola, arabsky „ocas lva“) je na opačném konci souhvězdí než Regulus. Je to také modrobílá hvězda, má magnitudu 2,23 a od Země je vzdálená 36 světelných let. Je proměnnou hvězdou typu Delta Scuti.
γ Leonis (Algieba, arabsky „čelo“) je dvojhvězdou se třetí pouze optickou složkou. Obě složky dvojhvězdy se dají rozeznat již menším dalekohledem s průměrem objektivu 5 centimetrů. Celková magnituda této dvojhvězdy je 2,0 a její jednotlivé složky mají magnitudu 2,3 (oranžový obr) a 3,5 (žlutý obr). Doba oběhu této dvojhvězdy je kolem 600 roků a maximální vzdálenosti dosáhnou v roce 2061. Od Země je vzdálená asi 125 světelných let. Jižním směrem lze i prostýma očima najít třetí zdánlivou složku této hvězdy, která má magnitudu 4,8 a vlastní označení 40 Leonis.
δ Leonis (Zosma) je bílou hvězdou spektrální třídy A4 s magnitudou 2,6. Od Země je vzdálená asi 60 světelných let.
ε Leonis (Algenubi, Ras Elased Australis) je žlutý obr spektrální třídy G1 a třetí magnitudy vzdálený od Země 250 světelných let.
Wolf 359 (CN Leonis) je po hvězdách soustavy alfa Centauri a Barnardově šipce Slunci nejbližší hvězdou. Tento červený trpaslík s magnitudou 13,5 je od Země vzdálený 7,8 světelných let a viditelný je až středně velkým hvězdářským dalekohledem s průměrem objektivu okolo 20 centimetrů. Tato slabě eruptivní proměnná hvězda zjasňuje až o jednu magnitudu.

### Objekty hlubokého vesmíru
Souhvězdí leží daleko od pásu Mléčné dráhy, takže se v něm dá pozorovat mnoho galaxií, z nichž několik je v dosahu i malých hvězdářských dalekohledů. Pět galaxií patří do Messierova katalogu.

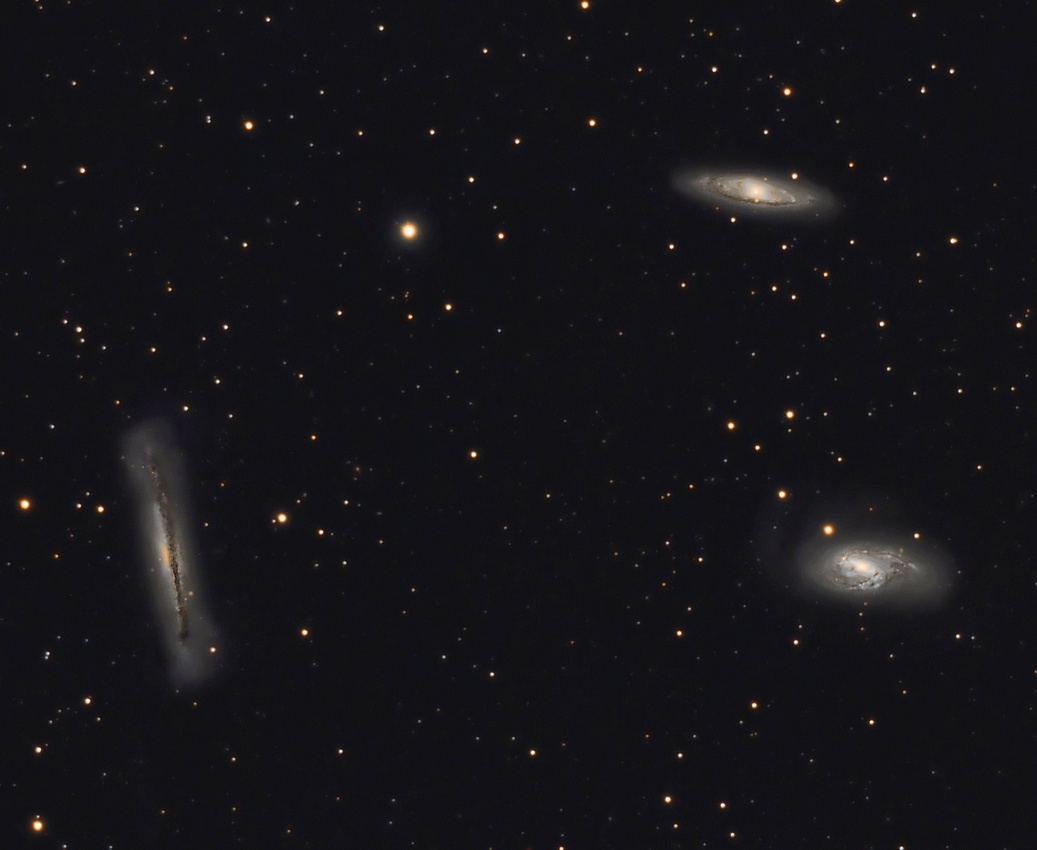
Skupina M66: M65 je vpravo nahoře, M66 vpravo dole a NGC 3628 je vlevo. Sever je vlevo.

Trojice galaxií ve Lvu je malá skupina galaxií, kterou tvoří spirální galaxie M 65, M 66 a NGC 3628. Pravděpodobným členem je i NGC 3593. Trojice je od Země vzdálená přibližně 35 milionů světelných let. Dominantním členem této trojice je NGC 3628, ale kvůli tomu, že je k Zemi natočená hranou, je zdánlivě nejslabší a je viditelná až středními dalekohledy. Zato M65 a M66 jsou viditelné i malými dalekohledy, nebo dokonce většími triedry.
Skupina galaxií M 96 leží nedaleko od Trojice galaxií ve Lvu a je i podobně vzdálená od Země, takže se v prostoru mohou nacházet fyzicky blízko
a některé studie Trojici ve skutečnosti považují za součást Skupiny galaxií M 96.
Nejznámějšími členy této skupiny jsou Messierovy galaxie M 95, M 96 a M 105. Nejjasnějším členem této skupiny je M 96, ale všechny tři jsou viditelné malým dalekohledem a stejně tak i NGC 3384, která je vidět těsně u M 105.
V podobné vzdálenosti jako Skupina galaxií M 96, ale pravděpodobně mimo její gravitační dosah, leží i NGC 2903, která patří mezi nejjasnější galaxie severní polokoule.
Všechny tyto vlastnosti platí i pro galaxii NGC 3521,
která leží v jižním výběžku souhvězdí.
Skupiny galaxií Lev II leží v přibližně dvojnásobné vzdálenosti od Země než Skupina galaxií M 96 a na rozdíl od ní je mnohem bohatší, takže se dělí do několika podskupin. Celkem obsahuje více než 100 velkých galaxií, ale kvůli jejich větší vzdálenosti od Země jsou viditelné až středně velkými hvězdářskými dalekohledy. Nejbohatší podskupina obklopuje galaxii NGC 3607 a celkem obsahuje přinejmenším 14 velkých galaxií, mezi nimiž je například NGC 3626.
Na východním okraji souhvězdí se nachází Kupa galaxií ve Lvu (Abell 1367) vzdálená přibližně 330 milionů světelných let, jejímž nejjasnějším členem je NGC 3842.

### Meteorické roje
Leonidy jsou listopadový meteorický roj, jehož radiant leží blízko hvězdy Algieba (γ Leo). Jde o jeden z nejvýraznějších a nejčastěji pozorovaných meteorických rojů. Aktivita roje závisí na jeho mateřské kometě Tempel-Tuttle, která při svém přiblížení ke Slunci jednou za přibližně 33 let způsobuje výrazné zvýšení hodinové frekvence až na desítky tisíc meteorů za hodinu. V ostatních letech je tento roj málo aktivní, ale přesto je původcem velice jasných bolidů. Aktivní je od 5. do 30. listopadu a jeho maximum – období, kdy je vidět nejvíce meteorů – je okolo 17. až 18. listopadu.
V období od 1. do 7. ledna má maximum menší meteorický roj lednových Leonid.